# Vzhodna Prusija
Vzhodna Prusija (nemško Ostpreußen, poljsko Prusy Wschodnie, litovsko Rytų Prūsija, latinsko Borussia orientalis, rusko Восточная Пруссия, Vostóčnaja Prússija) je bila od leta 1773 do 1829 provinca Kraljevine Prusije in od leta 1878 skupaj s kraljestvom del Nemškega cesarstva. Od prve svetovne vojne do leta 1945 je bila kot del Svobodne države Prusije hkrati tudi del Weimarske republike. Glavno mesto Vzhodne Prusije je bil Königsberg (sedanji Kaliningrad).
Vzhodna Prusija je obsegala večino ozemlja baltskih Starih Prusov. V 13. stoletju so domorodne Pruse na križarskih pohodih podjarmili nemški Tevtonski vitezi. Po njihovem uničenju so se domorodni Balti postopoma pokristjanili. Zaradi germanizacije in kolonizacije v naslednjih stoletjih so večinsko prebivalstvo postali Nemci, Mazurci in Litvanci pa so postali manjšina. Vzhodna Prusije je bila od 13. stoletja del meniške države Tevtonskih vitezov, po sklenitvi drugega Torunskega mirovnega sporazuma pa je postala fevd Kraljevine Poljske. Leta 1525 je s Pruskim poklonom provinca postala Vojvodina Prusija. Stara pruščina je izumrla proti koncu 17. ali na začetku 18. stoletja.
Ker je bila vojvodina izven jedra Svetega rimskega cesarstva, so se brandenburški volilni knezi leta 1701 razglasili za kralje. Po priključitvi večine zahodne Kraljevske Prusije v prvi delitvi poljsko-litovske Republike obeh narodov leta 1772 je bila vzhodna (vojvodska) Prusija po kopnem povezana z ostalo prusko državo in bila v naslednje leto (1773) reorganizirana v provinco. V letih 1829 do 1878 je bila Provinca Vzhodna Prusija združena z Zahodno Prusijo v Provinco Prusijo.
Kraljevina Prusija je po ustanovitvi leta 1871 postala vodilna država Nemškega cesarstva. Z Versajsko mirovno pogodbo, sklenjeno po prvi svetovni vojni, je Zahodna Prusija pripadla Poljski, Vzhodna Prusija pa je postala eksklava nemške Weimarske republike, s Poljskim koridorjem ločena od ostale Nemčije. Klaipedska regija Vzhodne Prusije je bila leta 1923 priključena k Litvi.
Po nemškem porazu v drugi svetovni vojni leta 1945 je bila Vzhodna Prusija na Stalinovo vztrajanje razdeljena med Sovjetsko zvezo (Kaliningrajska oblast), Litovsko SSR (Klaipedska regija) in Ljudsko republiko Poljsko (Varmijsko-Mazursko vojvodstvo). Prestolnica Königsberg je bila leta 1946 preimenovana v Kaliningrad. Večina nemškega prebivalstva je bila med drugo svetovno vojno evakuirana ali kmalu po vojni izgnana. Ocenjuje se, da je okoli 300.000 (približno ena petina) prebivalcev umrlo med bombardiranji, obrambnimi boji in slabim ravnanjem Rdeče armade.

## Ozadje
Tevtonski vitezi so na pobudo vojvode Konrada I. Mazovskega v 13. stoletju osvojili Prusijo, ustanovili meniško državo in zavladali podjarmljenim Prusom. Pruska krajevna imena na severu in slovanska na jugu so se postopoma ponemčila.
Ekspanzivna politika Tevtonskih vitezov je z okupacijo poljske Pomeranije z Gdanskom in zahodne Litve sprožila spore s Poljskim kraljestvom in več vojn, ki so dosegle višek v poljsko-litovsko-tevtonski vojni (1409-1411). Združena poljsko-litovska vojska v bitki pri Grunwaldu leta 1410 porazila tevtonsko vojsko. Porazu je sledil Drugi torunski mirovni sporazum, sklenjen leta 1466, s katerim se je končala trinajstletna vojna. Poljska Pomeranija je ponovno prišla pod poljsko oblast in se skupaj z Varmijo združila v provinco Kraljevo Prusijo. Vzhodna Prusija je ostala v posesti vitezov, vendar kot poljski fevd. Sporazumov poljskih kraljev iz leta 1466 in 1525 in predhodnih sporazumov Tevtonskih vitezov Sveto rimsko cesarstvo ni verificiralo.
Po prestopu velikega mojstra Alberta Brandenburško-Ansbaškega iz katoliške vere v luteransko in sekularizaciji pruske veje Tevtonskega reda leta 1525 je Tevtonski viteški red izgubil Vzhodno Prusijo. Albert se je s pruskim poklonom razglasil za prvega vojvodo Vojvodine Prusije in vazala poljske krone. Naslednji veliki mojster, Walter von Cronberg, je dobil Prusijo v fevd na zasedanju nemškega parlamenta v Augsburgu leta 1530. Viteški red kljub temu nikoli ni ponovno pridobil posesti v Vzhodni Prusiji. Leta 1569 so volilni knezi Hohenzollerni iz mejne grofije Brandenburg postali soregenti z Albertovim sinom, slaboumnim Albertom Friderikom.
Upravitelj Prusije, veliki mojster Tevtonskega reda Maksimilijan III., sin cesarja Maksimilijana II. Habsburškega, je umrl leta 1618. Z njegovo smrtjo je izumrla Albertova veja Habsburžanov. Oblast v Vojvodini Prusiji je prešla na brandenburške volilne kneze, ki so ustanovili kneževino Brandenburg-Prusija. Knezi so izkoristili švedsko invazijo na Poljsko leta 1655. Namesto da bi izpolnili svoje obveznosti do Poljskega kraljestva, so se pridružili Švedom in s kasnejšimi sporazumi v Wehlau, Labiau in Olivu leta 1660 uspeli preklicati poljsko suverenost nad Vojvodino Prusijo.

## Zgodovina Vzhodne Prusije kot province

### Kraljevina Prusija
Čeprav je bil Brandenburg del Svetega rimskega cesarstva, pruske dežele niso spadale v cesarstvo. Vladal jim je veliki mojster Tevtonskega viteškega reda pod neposredno cesarjevo jurisdikcijo. Volilni knez Friderik III. je v zahvalo za podporo cesarju Leopoldu I. v španski nasledstveni vojni dobil od cesarja dovoljenje, da se leta 1701 krona za kralja Prusije. Novo kraljestvo, v katerem je vladala dinastija Hohenzollern, je postalo znano kot Kraljevina Prusija. Naziv se je začel postopoma uporabljati tudi za druge pokrajine Brandenburga-Prusije. Da bi se nekdanja Vojvodina Prusija razlikovala od nove razširjene Prusije, so jo imenovali Stara Prusija (Altpreußen), provinca Prusija ali Vzhodna Prusija.
V letih 1709-1711 je zaradi kuge in lakote umrla približno tretjina prebivalstva Vzhodne Prusije. Med njimi so bili tudi zadnji govorci pruščine. Kugo so verjetno prinesli tuji vojaki med veliko severno vojno. Umrlo je približno 250.000 Prusov, predvsem v vzhodnih pokrajinah. Obnovo države in gradnjo več novih mest je vodil kronski princ Friderik Viljem I. V izumrle pokrajine na vzhodu je naselil več tisoč protestantov, izgnanih iz Salzburške nadškofije. V sedemletni vojni (1756-1763) je Vzhodno Prusijo opustošila vojska Carske Rusije.
V prvi delitvi Poljske leta 1772 je pruski kralj Friderik II. Veliki k svojemu kraljestvu priključil sesednjo Kraljevo Prusijo, poljska vojvodstva Pomeranija (Gdanska Pomeranija ali Pomerelija), Malbork in Helmno in knezoškofijo Varmijo, s čimer je Poljsko odrezal od Baltskega morja. Varmijo je vključil v nekdanjo Vojvodsko Prusijo, ki je bila 31. januarja 1773 z odlokom uradno preimenovana v Vzhodno Prusijo. Poljska Pomeralija zahodno od Visle, Malbork in Helmno so bili združeni v Zahodno Prusijo s prestolnico Marienwerder (Kwidzyn). Poljski Delitveni sejm je 30. septembra 1773 potrdil delitev, s čimer je Friderik uradno postal kralj Prusije.
Okrožja Eylau (Iława), Marienwerder, Riesenburg (Prabuty) in Schönberg (Szymbark) nekdanje Vojvodske Prusije so se priključila k Zahodni Prusiji. Do pruskih reform leta 1808 je bila uprava Vzhodne Prusije v pristojnosti Velikega vojnega in Finančnega direktorata v Berlinu z dvema lokalnima zbornicama:
- Nemška zbornica v Königsbergu z okrožji:

Brandenburg
Neidenburg (Nidzica)
Rastenburg (Kętrzyn)
Samland (Sambija)
Tapiau (Gvardejsk)
Braunsberg (Braniewo)
Heilsberg (Lidzbark Warmiński)
Mohrungen (Morąg)
- Litovska zbornica v Gambinenu (Gusev) z okrožji:

Gumbinnen (Gusev)
Insterburg (Černjahovsk)
Memel (Klaipėda)
Olecko
Ragnit (Neman)
Seehesten (Czerniak)
Tilsit (Sovjetsk)
31. januarja 1773 je kralj Friderik II., objavil, da se bodo nove priključene province imenovale Provinca Zahodna Prusija, nekdanja Vojvodska Prusija in Varmija pa Provinca Vzhodna Prusija.

### Napoleonske vojne
Po katastrofalnem porazu pruske vojske v bitki pri Jeni leta 1806 je Napoleon zasedel Berlin in prisilil uradnike Pruskega generalnega direktorata, da mu prisežejo zvestobo. Kralj Friderik Viljem III. z ženo je preko Königsberga in Kuronskega rta pobegnil v Mermel (Klajpeda). Francoske čete so ga takoj začele zasledovati, verndar jih je v bitki pri Eylau 9. februarja 1807 za nekaj časa ustavil vzhodnopruski kontingent generala Antona Viljema von L'Estocqa. Napoleon se je nastanil v Finckensteinski palači. Maja 1807 so njegove čete pod poveljstvom maršala Françoisa Josepha Lefebvra po 75 dneh obleganja osvojila Danzig (Gdansk), ki ga je žilavo branil general Friedrik Adolf von Kalkreuth. Napoleon je z zmago v bitki pri Friedlandu 14. junija končal vojno s Četrto koalicijo. Friderik Viljem III., kraljica Luiza in Napoleon so začeli mirovna pogajanja in pruski kralj je 9. julija podpisal Tilsitski mirovni sporazum.
V Prusiji so se na pobudo Heinricha Friderika Karla vom und zum Steina in Karla Avgusta von Hardenberga začele obsežne reforme, med njimi ustanovitev Višjega državnega sodišča (Oberlandesgericht) v Königsbergu in občin, gospodarskih svoboščin in emancipacija tlačanov in Judov. Po obnovitvi Prusije po Dunajskem kongresu leta 1815 je bila Vzhodna Prusija razdeljena na okraja (Regierungsbezirke) Gumbinnen in Königsberg. Od leta 1905 so južni deli Vzhodne Prusije tvorili ločen okraj Allenstein. Vzhodna in Zahodna Prusija sta bili leta 1824 združeni v personalno unijo in nato leta 1829 kot Provinca Prusija vključeni v realno unijo. Provinca Prusija se je leta 1878 ponovno razdelila na provinci Vzhodna in Zahodna Prusija.

### Etnična in verska struktura prebivalstva
Leta 1824, malo pred združitvijo z Zahodno Prusijo, je imela Vzhodna Prusija 1.080.000 prebivalcev. Po podatkih Karla Andreeja je bilo malo več kot polovica prebivalcev Nemcev, 280.000 (~26%) etničnih Poljakov in 200.000 (~19%) etničnih Litovcev.
Po podatkih Georga Hassela so bile leta 1819 v Vzhodni Prusiji tudi manjšine 20.000 Kuroncev in Latvijcev in 2.400 Judov. Podobne podatke navaja tudi August von Haxthausen v svoji knjigi leta 1839. Pruski Poljaki in Litovci so bili luteranci in ne rimokatoliki kot njihovi sonarodnjaki onkraj meje v Ruskem carstvu. Edino v južni Varmiji (nemško Ermland) je bilo v okraju Allenstein (poljsko Olsztyn) leta 1837 26.067 Poljakov (~81%) katoliške veroizpovedi. Drugo manjšino so tvorili etnični Rusi, znani tudi kot staroverci. Njihovo središče je bil Eckersdorf (Wojnowo).
Leta 1817 je imela Vzhodna Prusija 796.204 evangeličanov, 120.123 rimokatolikov, 864 starovercev in 2.389 Judov.

### Nemško cesarstvo
Od leta 1824 do 1878 sta druženi Vzhodna in Zahodna Prusija tvorili Provinco Prusijo, potem pa sta bili spet ločeni. Vzhodna Prusija je po združitvi Nemčije leta 1871 skupaj z ostalo Kraljevino Prusijo postala del Nemškega cesarstva.
Od leta 1885 do 1890 se je število prebivalcev Berlina povečalo za 20%, Brandenburga in Porenja za 8,5% in Vestfalije za 10%, medtem ko je Vzhodna Prusija izgubila 0,07%, Zahodna pa 0,86% prebivalcev. Stagnacija prebivalstva je bila kljub visokemu prirastku posledica selitve prebivalcev s podeželja v razvijajoča se industrijska mesta v Porurju in Berlin.
Leta 1900 je imela provinca 1.996.626 prebivalcev, od tega 1.698.465 protestantov, 269.196 rimokatolikov in 13.877 Judov. Prevladovalo je nizko prusko narečje, v Varmiji pa visoko prusko narečje. Število Mazurov, Kursenjekov in Pruskih Litovcev se je zaradi germanizacije postopoma zmanjševalo. Poljsko govoreče prebivalstvo se je skoncentriralo na jugu Vzhodne Prusije v Mazuriji in Varmiji. V južni Prusiji je na začetku 20. stoletja poljsko govorilo okoli 300.000 prebivalcev. Kursenjeki so naseljevali ozemlje okoli Kuronske lagune, medtem ko so bili litovsko govoreči Prusi zgoščeni na severovzhodu v Mali Litvi. Staroprusko prebivalsvo je bilo povsem germanizirano. Staropruski jezik je izumrl v 18. stoletju.

### Prva svetovna vojna
Na začetku prve svetovne vojne je Vzhodno Prusijo napadla vojska Carske Rusije. Napadalec je na začetku naletel na šibak odpor, ker je bila glavnina nemške vojske po Schlieffnovem načrtu usmerjena proti zahodu. Rusi so kljub temu osvojili samo mesti Rastenburg in Gumbinnen, po bitki pri Tannenbegu leta 1914 in drugi bitki pri Mazurskih jezerih leta 1915 pa so bili Rusi odločilno poraženi in prisiljeni na umik. Nemška vojska jih zasledovala in prodrla na rusko ozemlje.
Po napadu ruske vojske je večina civilnega prebivalstva pobegnila proti zahodu, več tisoč pa so jih Rusi deportirali v Rusijo. Obe armadi sta bili do civilnega prebivalstva večinoma disciplinirani. Izjema je bil pokol v Abschwangenu, v katerem je ruska vojska ubila 74 civilistov. Po vojni je bilo treba celo regijo povsem obnoviti.

### Delitev po letu 1918
| Vzhodna Prusija | Ozemlje iz leta 1910 [km2] | Delež | Prebivalstvo leta 1910 | Po prvi svetovni vojni                                | Komentar   |
| >>>:            | 37.002 km2                 | 100%  | 2.064.175              | Razdeljeno med:                                       |            |
| --------------- | -------------------------- | ----- | ---------------------- | ----------------------------------------------------- | ---------- |
| Poljska         | 565 km2                    | 2%    | 2%                     | Pomeransko vojvodstvo (1919–1939) (Soldauer Ländchen) | [ Note 1 ] |
| Litva           | 2.828 km2                  | 8%    | 7%                     | Klajpedska regija                                     |            |
| Vzhodna Prosija | 33.609 km2                 | 90%   | 91%                    | Vzhodna Prusija                                       |            |

### Weimarska republika
Po prisilnem odstopu cesarja Viljema II. leta 1918 je Nemčija postala republika. Večino Zahodne Prusije in nekdanja pruska provinca Posen, ki ju je po delitvi Poljske v 18. stoletju dobila Prusija, je po Versajskem sporazumu dobila Poljska. Vzhodna Prusija je postala eksklava, ločena od glavnine Nemčije s Poljskim koridorjem. Od province je bil ločen tudi Memelland. Za neoviran promet v Vzhodno Prusijo je bil ustanovljena pomorska Seedienst Ostpreußen.
11. julija 1920 je bil med poljsko-rusko vojno v vzhodni in jugovzhodni Vzhodni Prusiji organiziran plebiscit pod nadzorom zaveznikov, na katerem so se prebivalci odločali o priključitvi k Poljski ali ostanku v weimarski provinci Vzhodni Prusiji. 96,7% prebivalcev je glasovalo za ostanek znotraj Nemčije (v vzhodnopruskem plebiscitskem okrožju 97,89%).
Ozemlje Klajpede, ki je do leta 1920 ostalo pod mandatom Društva narodov, je leta 1923 brez plebiscita zasedla litovska vojska.

### Nacistična Nemčija
Vodja vzhodnopruske Nacistične stranke je leta 1928 postal Erich Koch. Za to obdobje so značilni poskusi kolektivizacije lokalnega kmetijstva in brezobzirno obračunavanje s kritiki nacizma v stranki in izven nje. Koch je imel tudi daljnosežne načrte za masovno industrializacijo sicer pretežno kmetijske province. Zaradi teh načrtov je postal nepriljubljen med lokalnim kmečkim prebivalstvom. Leta 1932 so lokalni Sturmabteilung (SA) že začeli terorizirati svoje politične nasprotnike. Ponoči 31. julija 1932 se je zgodil bombni napad na sedež socialdemokratov v Hiši Otta Brauna v Königsbergu. Komunistični politik Gustav Sauf je bil ubit. Glavni urednik socialdemokratskega časnika »Königsberger Volkszeitung« Otto Wyrgatsch in politik Nemške ljudske stranke Max von Bahrfeldt sta bila težko ranjena. Napadeni so bili tudo člani organizacije Reichsbanner. Predsednik te organizacije v Lötzenu Kurt Kotzan je bil 6. avgusta 1932 umorjen.
Plan za Vzhodno Prusijo, osredotočen predvsem na izboljšanje kmetijstva in gradnjo cest, znan kot »plan Ericha Kocha«, je uradno povsem odpravil nezaposlenost. 16. avgusta 1933 je Koch poročal Hitlerju, da je nezaposlenost v Vzhodni Prusiji povsem odpravljena. Kochova industrializacija je povzročila konflikt z vodjem Združenja nemških kmetov (Reichsbauernführer) in ministrom za kmetijstvo Waltherjem Darréjem, ki je imel svojo vizijo razvoja kmetijstva v Vzhodni Prusiji. Deželne predstavnike združenja, ki so se upirali Kochovim načrtom, je Koch aretiral.
Ko so nacisti prevzeli oblast v Nemčiji, so začeli preganjati opozicijske politike in prepovedali njihove časopise. Hiša Otta Brauna je bila rekvirirana in je postala sedež SA in mučilnica in zapor za politične nasprotnike. V hiši je bil umorjen komunist in član Reichstaga Walter Schütz. Leta 1938 so nacisti spremenili približno tretjino krajevnih imen ter izločili, ponemčili ali poenostavili veliko staropruskih, poljskih in litovskih imen, ki so izvirala od kolonistov in beguncev v Prusijo med in po protestantski reformaciji. Do 16. julija 1938 je bilo na Hitlerjevo pobudo z dekretom gauleiterja in oberpräsidenta Ericha Kocha prisilno preimenovanih več kot 1.500 krajev. Veliko ljudi, ki niso hoteli sodelovati z nacističnim režimom, je bilo poslanih v koncentracijska taborišča, kjer so ostali do smrti ali osvoboditve leta 1945.

### Druga svetovna vojna
Po nemški invaziji na Poljsko leta 1939 se je začela druga svetovna vojna. Meje Vzhodne Prusije so bile revidirane. Regierungsbezirk Westpreußen (Zahodna Prusija) je postal del Reichsgaua Danzig-Zahodna Prusija, medtem ko je bil Regierungsbezirk Zichenau priključen k Vzhodni Prusiji. Vzhodna Prusija je imela leta 1939 2,49 milijona prebivalcev, od tega 85% etničnih Nemcev. Na jugu so živeli predvsem Poljaki. Po poljskih ocenah je med vojnama tam prebivalo 300.000-350.000 Poljakov. Na severovzhodu so prebivali latvijsko govoreči Kursenjeki in litvansko govoreči Pruski Litovci. Večina nemških Vzhodnih Prusov, Mazurcev, Kursenjekon in Pruskih Latvijcev je bila luteranske vere. Prebivalci Ermlanda so bili zaradi zgodovine njihove škofije večinoma rimokatoliki. Število Judov je od leta 1933 do 1939 upadlo z 9.000 na približno 3.000. Večina je pobegnila pred nacistično oblastjo, tisti, ki so ostali, pa so bili deportirani in umorjeni v holokavstu.
Leta 1939 je bil Regierungsbezirk Zichenau priključen k Nemčiji in vključen v Vzhodno Prusijo, deli pa v druge regije. Nacistična propaganda je želela prikazati, da so se vse priključene regije z znatnim nemškim prebivalstvom želele priključiti k matični državi. Podatki nemškega statističnega urada za leto 1939 nemške trditve povsem zanikajo, saj je bilo teh ozemljih od 994.092 prebivalcev samo 31.000 etničnih Nemcev.
Vzhodno Prusijo se vojna do januarja 1945 skoraj ni dotaknila. Po tem datumu je bila v ruski vzhodnopruski ofenzivi povsem uničena. Večina prebivalstva je med zimsko evakuacijo odšla v begunstvo.

### Evakuacija Vzhodne Prusije
Srednjeveški Königsberg, ki v 700 letih obstoja nikoli ni bil resno poškodovan, je bil v dveh bombardiranjih britanskega Kraljevega vojnega letalstva leta 1944 skoraj popolnoma uničen. Prvo bombardiranje je bilo 26./27. avgusta, drugo pa tri noči kasneje. Winston Churchill (Druga svetovna vojna, knjiga XII) je bil zmotno prepričan, da gre za posodobljeno in močno branjeno trdnjavo in ukazal njeno uničenje.
Gauleiter Erich Koch je prelagal evakuacijo prebivalstva, dokler se ni vzhodna fronta leta 1944 povsem približala pruski meji. Prebivalstvo je bilo sistematično napačno informirano o resničnem stanju na frontah. Številne bežeče civiliste so zato prehitele umikajoče se enote Wehrmachta in hitro napredujoče enote Rdeče armade.
Poročila o ruskih grozodejstvih v masakru v Nemmensdorfu oktobra 1944 in organiziranem ropanju so širila strah med civilnim prebivalstvom. Več tisoč jih je umrlo med potopitvijo evakuacijskih ladij Wilhelm Gustloff, Goya in General von Steuben. Königsberg se je po štiridnevni bitki vdal 9. aprila 1945. V bojih je umrlo najmanj 300.000 civilistov.
Večini nemškega prebivalstva, predvsem ženskam, otrokom in starejšim osebam, je kljub temu uspelo pobegniti pred Rdečo armado. Od 2,2 milijona prebivalcev leta 1940 je konec maja 1945 v Vzhodni Prusiji ostalo samo 193.000 prebivalcev.

## Povojna zgodovina
Po porazu nacistične Nemčije v drugi svetovni vojni leta 1945 je bila Vzhodna Prusija na Potsdamski konferenci razdeljena med Poljsko in Sovjetsko zvezo. Južni del Vzhodne Prusije je dobila Poljska, severovzhodni del pa ste si razdelili sovjetski republiki Rusija (Kaliningrajska oblast) in Litva (Klajpedska regija). Mesto Königsberg je bilo leta 1946 preimenovano v Kaliningrad. Večina nemškega prebivalstva se je odselila že med evakuacijo konec druge svetovne vojne, nekaj stotisoč ljudi je umrlo, ostali pa so bili kasneje izgnani.

### Izgon Nemcev iz Vzhodne Prusije po drugi svetovni vojni
Po koncu vojne so se Nemci, ki so pobegnili na začetku leta 1945, maja poskušali vrniti na svoje domove v Vzhodni Prusiji. Ocenjuje se, da je poleti 1945 v Vzhodni Prusiji živelo okoli 800.000 Nemcev, še več pa je bilo takih, ki se niso smeli vrniti. Med vojno in nekaj časa leta 1945 je bilo ustanovljenih več taborišč, v katerih je bilo 200.000-250.000 prisilnih delavcev. Večina je bila kasneje deportirana v Sovjetsko zvezo. Največje taborišče je bilo v nemškem Eylau (Iława), v katerem je bilo 48.000 ujetnikov. Osirotele otroke, ki so ostali v sovjetski okupacijski coni, so imenovali »volčiči« (Wolfskinder).
- Prikaz sprememb meja v vzhodni Evropi pred, med in po drugi svetovni vojni
- Spremembe meja Nemčije kot posledica obeh svetovnih vojn in delitve Vzhodne Prusije

### Poljska južna Vzhodna Prusija
Predstavniki poljske vlade so uradno prevzeli civilno upravo v južnih delih Vzhodne Prusije 23. maja 1945. Kasneje so bili na ta ozemlja preseljeni poljski izseljenci iz poljskih ozemelj, ki jih je zasedla Sovjetska zveza, in Ukrajinci in Lemki iz jugovzhodne Poljske, izgnani med operacijo Visla leta 1947. Ozemlje se zdaj imenuje Varminsko-Mazursko vojvodstvo.
V 1950. letih je Olštinsko vojvodstvo štelo 689.000 prebialcev. Med njimi je bilo 22,6% prebivalcev, priseljenih z ozemlja, ki ga je anektirala Sovjetska zveza, 10% Ukrajincev in 18,5% predvojnih prebivalcev. Ostalo predvojno prebivalstvo so šteli za germanizirane Poljake, zato začeli v celi državi izvajati politiko ponovne polonizacije. Večina teh »avtohtonih« prebivalcev je v 1950.-1980. letih emigrirala v Zahodno Nemčijo. Od leta 1970-1988 se je iz Varmije in Mazurije v Zahodno Nemčijo preselilo 55.227 oseb. Poljska Komisija za polonizacijo krajevnih imen je vsa lokalna krajevna imena polonizirala.

#### Izvor povojnega prebivalstva
Med prvim povojnim poljskim popisom prebivalstva decembra 1950 so bili zbrani tudi podatki o predvojnih krajih bivanja avgusta 1939. Za otroke, rojene med septembrom 1939 in decembrom 1950 je bilo njihovo poreklo določeno s predvojnim bivališčem njihovih mater. Zahvaljujoč tem podatkom je mogoče rekonstruirati predvojni geografski izvor povojnega prebivalstva:
| Regija (v mejah iz leta 1939)                                               | Število | Delež   |
| --------------------------------------------------------------------------- | ------- | ------- |
| Domorodno prebivalstvo (nacistična Nemčija leta 1939/svobodno mesto Danzig) | 134.702 | 15,90%  |
| Poljaki, izgnani iz SSSR (1944–1946)                                        | 172.480 | 20,36%  |
| Poljaki od drugod                                                           | 5.734   | 0,68%   |
| Priseljenci iz Varšave                                                      | 22.418  | 2,65%   |
| Priseljenci iz Varšavskega vojvodstva                                       | 158.953 | 18,76%  |
| Priseljenci iz Bialistoškega vojvodstva in Sudovije                         | 102.634 | 12,11%  |
| Priseljenci iz poljske Pomeranije                                           | 83.921  | 9,90%   |
| Priseljenci iz Poznańskega vojvodstva                                       | 7.371   | 0,87%   |
| Priseljenci iz Šlezije                                                      | 2.536   | 0,30%   |
| Priseljenci iz Łódźa                                                        | 1.666   | 0,20%   |
| Priseljenci iz Loškega vojvodstva                                           | 6,919   | 0,82%   |
| Priseljenci iz Kielškega vojvodstva                                         | 20.878  | 2,46%   |
| Priseljenci iz Lublinske regije                                             | 60.313  | 7,12%   |
| Priseljenci iz Krakovskega vojvodstva                                       | 5.515   | 0,65%   |
| Priseljenci z Rzeszówje regije                                              | 47.626  | 5,62%   |
| Priseljenci z neznanim bivališčem                                           | 13.629  | 1,61%   |
| Skupaj decembra 1950                                                        | 847.295 | 100,00% |

Več kot 80% prebivalcev leta 1950 je bilo priseljenih. Nemško državljanstvo iz leta 1939 je imelo manj kot 20% prebivalcev. Slednji so po letu 1945 dobili poljsko državljanstvo. Več kot 20% prebivalstva so tvorili Poljaki, izgnani iz vzhodne Poljske, ki jo je priključila Sovjetska zveza.

### Kaliningrajska oblast
Aprila 1946 je severna Vzhodna Prusija uradno postala provinca Ruske SFSR z uradnim imenom Kjonigsbergskaja oblast. Memel (Klajpeda) z okolico je postal del Litovske SSR. Junija 1946 je bilo v Oblasti registriranih 114.000 nemških in 41.029 sovjetskih prebivalcev. Število neregistriranih oseb ni znano. Julija istega leta se je zgodovinsko mesto Königsberg preimenovalo v Kaliningrad v čast Mihaila Kalinina. Oblast se je preimenovala v Kaliningrajsko oblast. Od 24. avgusta do 26. oktobra 1948 je iz Oblasti v sovjetsko okupacijsko cono, kasnejšo Vzhodno Nemčijo, odpeljalo 21 transportov s skupaj 42.094 Nemci. Zadnji Nemci so Oblast zapustili novembra 1949 (1.401 oseba) in januarja 1950 (7 oseb).
Enaka usoda je doletela tudi Pruske Litovce in Kurone, ki so živeli okoli Kuronske lagune. Med evakuacijo Vzhodne Prusije je mnogo Kuroncev zbežalo iz Rdeče armada, ostale pa so sovjetske oblasti izgnale. Leta 1955 je ob laguni živelo samo še 219 Kuronov. Sovjetske oblasti so imele Kurone za fašiste, zato jih je zaradi diskriminacije leta 1958 veliko pobegnilo v Zahodno Nemčijo. Večina Kuronov zdaj živi prav v Zahodni Nemčiji.
Po izgnu Nemcev so se v Kaliningrajsko oblast naselili etnični Rusi, Belorusi in Ukrajinci. Vsa nemška krajevna imena so bila zamenjana z ruskimi. Sovjetska eksklava je bila vojaška cona, zaprta za tujce. Sovjetski državljani so lahko prišli tja samo s posebnim dovoljenjem. Leta 1967 so bili na ukaz Leonida Brežnjeva porušeni ostanki Königsberškega gradu, da bi se pripravil prostor za novo Hišo sovjetov.

## Sodobni položaj
Po padcu socializma leta 1991 je nekaj skupin Nemcev poskušalo v Kaliningrajsko oblast naseliti Volške Nemce iz vzhodnih delov Evropske Rusije. Poskus je imel skromne uspeha, ker se je večina Volških Nemcev preko pravice do vrnitve odločila za preselitev v bogatejšo Zvezno republiko Nemčijo.
V letih 1945-1949 so bile sovjetske oblasti zelo agresivne do Nemcev v nekdanji Vzhodni Prusiji, sedanji prebivalci Kaliningrajske oblasti pa so do njih veliko bolj prijazni.
Čeprav so sovjetski uradniki izgnanje Nemcev iz severnega dela nekdanje Vzhodne Prusije v letih 1945–1949 pogosto izvajali na silovit in agresiven način, imajo sedanji ruski prebivalci Kaliningradske oblasti veliko manj neprijaznosti do Nemcev. V trgovanju so se začela ponovno pojavljati nemška imena. Govorilo se je tudi o tem, da bi Kaliningradu vrnili njegovo zgodovinsko ime Königsberg. Središče Kaliningrada je popolnoma obnovljeno, tako da za britanskim bombradiranjem in sovjetskim obleganjem ni več nobene sledi.
Meje sedanjega Varminsko-Mazurskega vojvodstva se skoraj v celoti ujemajo mejami Vzhodne Prusije.

## Uprava
Pruska centralna vlada je za vsako provinco imenovala nadpredsednika (nemško Oberpräsident), ki je izvajal politiko vlade na lokalni ravni in nadziral delovanje nižjih ravni državne uprave.
Po letu 1875 so se z okrepitvijo samouprave v vseh provincah, ponekod tudi v gubernijah, v ruralnih in urbanih okrožjih (Kreise) ustanovila združenja (Provinzialverband), zadolžena za delovanje šol, prometnic, bolnišnic, kulturnih ustanov, zaporov in drugega. Na začetku so združenja volila svoje predstavnike v deželne zbore province (Provinziallandtage). Člani zborov so bili torej izvoljeni posredno. Po letu 1919 so se člani zborov provinc in gubernij volili neposredno. Ti zbori so v okviru svojih pristojnosti sprejemali lokalne zakone. Vzhodna Prusija je imela svoj izvršilni organ (vlada), deželni odbor (Provinzialausschuss) in svojega načelnika (Landeshauptmann), ki se je do leta 1880 imenoval deželni glavar (Landdirektor).

## Komentar
1. ↑  Del okraja Nidzica izpred leta 1918 z Dialkovim in okoli 27.000 prebivalci;[17] deli okraja  Ostróda pri Dąbrównem, s področji okoli  Groszkega,  Lubstyneka, Napromeka, Czerlina, Lewałda Wielkega, Grzybinyja z okoli  4.786 prebivalci.[20] Ozemlje je bilo premajhno za samostojo vojvodstvo, zato je bilo vključeno v Pomeransko vojvodstvo.